# Wiszniewo (obwód kurski)
Wiszniewo (ros. Вишнево) – wieś (ros. село, trb. sieło) w zachodniej Rosji, centrum administracyjne sielsowietu wiszniewskiego rejonu biełowskiego w obwodzie kurskim.

## Geografia
Wieś położona jest nad rzeką Ilok (lewy dopływ Psioła), 7 km od centrum administracyjnego Biełaja i 89 km od Kurska.
Ulice wsi Wiszniewo to (stan na rok 2020):  Bołchowiec, Bubnowa, Żychariewka, Zagorodniewka, Zariecznaja, Kiriejewka, Kołchoznaja, Kuliga, Kulikowka, Ługowaja, Mołodiożnaja, Płan, Sołowjewka, Starowiszniewo 1-a, Starowiszniewo 2-a, Szkolnaja.

## Demografia
W 2010 r. miejscowość zamieszkiwały 794 osoby.

## Zabytki
- Cerkiew Wstawiennictwa Najświętszej Bogurodzicy (1896)[2]